# Pseudacanthicus serratus
Pseudacanthicus serratus är en fiskart som först beskrevs av Valenciennes, 1840.  Pseudacanthicus serratus ingår i släktet Pseudacanthicus och familjen Loricariidae. Inga underarter finns listade i Catalogue of Life.